# Hraničné
Hraničné é um município da Eslováquia, situado no distrito de Stará Ľubovňa, na região de Prešov. Tem 7,54 km² de área e sua população em 2018 foi estimada em 186 habitantes.

## Demografia
| Ano:        | 1994 | 2004    | 2014    | 2024   |
| ----------- | ---- | ------- | ------- | ------ |
| Broj ljudi: | 255  | 219     | 187     | 177    |
| Razlika:    |      | -14,11% | -14,61% | -5,34% |

| Ano:               | 2023 | 2024   |
| ------------------ | ---- | ------ |
| Número de pessoas: | 179  | 177    |
| Diferença:         |      | -1,11% |